# Stephan Schwarz
Stephan Schwarz (Sankt Stephan (Bern), 21 maart 1966) is een Zwitsers componist en dirigent.

## Levensloop
Schwarz studeerde aan het Konservatorium Biel, nu afdeling van de Hochschule der Künste Bern, bij H. P. Blaser (HaFa-directie). Tot 1993 was hij dirigent van de Jugendmusik Bern-Bümpliz. Hij was ook werkzaam als muziekproducent en redacteur van het folklore magazine Populare.
Als componist schreef hij werken voor harmonieorkest.

## Composities

### Werken voor harmonieorkest
- 1992 Intermezzo
- Gebirgs Infanterie-Regiment 17, mars
- Habstetten-Parade, mars
- Winterholz-Polka

- Gemeinsame Normdatei: 1018547231
- Virtual International Authority File: 238715195
- WorldCat: E39PBJgRTrxKmTwgQtXhDgRqcP